# Johanna Concordia von Floercken
Johanna Concordia von Floercken, geborene Felbrich (* 3. Januar 1747 in Ehrenfriedersdorf; † nach 1823 in Berlin), war eine deutsche Schauspielerin und wurde Baronin.

## Leben
Die Baronin von Floercken wurde in Ehrenfriedersdorf am 3. Januar 1747 als Johanna Concordia Felbrig, das sechste Kind der Eheleute Johann Christian Felbrig und Dorothea Sophia, geborene Hausmann, geboren. Die Bergmannsfamilie Felbrig hatte insgesamt zwölf Kinder und sicher war es nicht einfach, so eine große Familie zu ernähren. Die Eltern schickten sie nach Chemnitz – vielleicht zu einer Verwandten – und dort lernte sie den Beruf einer Putzmacherin.
Sie war sehr begabt und geschickt und fertigte elegante Kleidung für die vornehme Chemnitzer Damenwelt. Als junge Frau besuchte sie in hochmodischer Kleidung ihre Heimatstadt. Dies verursachte dort einige Aufregung, über diese Begebenheit wurde berichtet:

„Ganz Ehrenfriedersdorf stand Kopf. Ihr Besuch war Stadtgespräch und blieb nicht ohne Folgen. Wind davon bekommen hatte nämlich auch Stadtschreiber Graube, der zugleich auch die Pflichten eines Bürgermeisters wahrnahm, und dieser besann sich der zwar bisher kaum angewandten, aber noch existierenden ‚Kleiderordnung‘, nach der Frauen ‚niederen Standes‘ das Tragen vornehmer Kleidung verboten war. Graube waltete seines Amtes und befahl dem Gerichtsvollzieher, sich unverzüglich zu der Felbrich zu begeben und sie aufzufordern, die für eine Bergmannstochter ‚unpassende‘ Kleidung abzulegen oder die Stadt unverzüglich zu verlassen. Im Falle der Weigerung war an ihr die ‚Schälung‘ vorzunehmen: das heißt, sie müsste sich zwangsweise ihrer Tracht entledigen. Johanna aber kam dem Gerichtsvollzieher zuvor. Noch vor seinem Eintreffen war sie nach Chemnitz entflohen.“

Psalm 40,6. Herr, mein Gott! Groß sind deine Wunder und deine Gedanken, die du an uns beweisest!

Wenn kommst du denn, o seligste der Stunden

Die meinen Leib zur Ruhe bringt?

Ach mein Gefühl ist tief in Gram versunken

Des Menschen Ziel eilt schnell dahin.

Erhabne Allmacht stärke meinen Glauben,

Und führ mich durchs Leben hin

Der Hoffnung Trug kann uns die Freuden rauben,

Nur Gottes Trost gibt frohen Sinn.

Wenn ich bedenk wie viel ich hier gelitten,

In dieser sonst so schönen Welt.

Wie manchen Kampf durch Menschen Druck bestritten

Wo Jugend weint und Bosheit quält.

Ich lebe sie in Einsamkeit versunken,

Wo ist nun ihre eidle Pracht?

Es ist genug! Ich hab bald überwunden

Die Gottheit winkt: Welt gute Nacht! 

Zum Andenken der Hochwohlgeborenen Frau verwitwete Oberst Baron Concordia v. Floerken in Berlin, geb. Felbrig von Ehrenfriedersdorf 1823